# A prescindere
A prescindere è una rivista di Totò presentata in tutta Italia nella stagione 1956-57.
La prima si ebbe al Teatro Sistina di Roma, il 1º dicembre 1956 e dopo due mesi di rappresentazioni nella capitale la tournée toccò Milano, Genova, Firenze e Palermo. I commenti della critica, inizialmente timidi, divennero più favorevoli nelle successive rappresentazioni.

Tuttavia, già la sera della prima, lo spettacolo fu chiuso da quattro minuti continui di applausi, mentre Sandro De Feo, il giorno dopo, chiudeva il suo articolo su L'Espresso, seppur critico, con le parole:
(Sandro De Feo, L'Espresso, Roma, 2 dicembre 1956, riportato da www.antoniodecurtis.com)
Fu la prima rivista dopo sette anni in cui Totò si era dedicato solo al cinema; gli autori tuttavia - Francesco Cipriani Marinelli (Nelli) e Mario Mangini - erano gli stessi di gran parte delle principali riviste portate al successo da Totò negli anni quaranta.
"A prescindere" fu tuttavia anche l'ultima rivista portata in scena dal comico napoletano; la tournée stessa fu interrotta bruscamente, il 4 maggio 1957, mentre era in scena al Teatro Politeama di Palermo, per un'improvvisa malattia agli occhi di Totò, che lo rese quasi completamente cieco, costringendolo poi all'inattività totale per i successivi sette mesi.
Con questo spettacolo Totò dava il suo definitivo addio, dopo oltre 35 anni di carriera teatrale, alle tavole del palcoscenico.